# Pasquale Galbusera
Pasquale Galbusera (Bernareggio, 9 febbraio 1943 – Bernareggio, 23 luglio 2024) è stato un pittore e scultore italiano.

## Biografia
Galbusera iniziò la sua formazione artistica negli anni Sessanta e Settanta a Milano, dove nel 1976 tenne la sua prima esposizione di quadri a Palazzo Litta. Secondo il critico Giorgio Di Genova i suoi dipinti, prevalentemente oli su tavola, «sono composizioni astratte caratterizzate da agglomerazioni parageometriche in cui predominano motivi curvilinei».
Negli anni Ottanta si specializzò nella scultura, anch'essa astratta e realizzata su legno, radica, bronzo e ceramiche. I colori delle materie prime impiegate (da quelli più chiari del tiglio a quelli più scuri del padouk e del palissandro indiano, ma soprattutto dall'ulivo in tutte le sue millenarie curvature) furono caratteristiche integranti delle composizioni. In quegli anni lavorò anche come sales manager presso la Lampre, azienda fondata da suo fratello Romeo Mario, che nel 1986 pubblicò la prima monografia a lui dedicata, con presentazione di Germano Beringheli e testi di Federico Marzinot.
Negli anni Duemila iniziò a dedicarsi all'arte sacra. Nel 2004 realizzò la scultura L'albero glorioso che venne collocata in una cappella laterale della Basilica di Santa Maria degli Angeli di Assisi. Realizzò poi gli arredi liturgici per la cripta della stessa basilica, per la Chiesa di Santa Maria della Misericordia di Manciano La Misericordia, la chiesa di Sant'Ambrogio di Sulbiate, la Chiesa di Christusa Kvola di Kolczyglowy e la chiesa di Santa Maria Nascente di Bernareggio.
Nel 2018 la sua mostra Un Viaje Espiritual al museo La Abadía – Centro de Arte y Estudios Latinoamericanos di Buenos Aires, nella quale presentò le sue opere a tema sacro, attirò oltre 20 000 visitatori.
Nel 2019 venne pubblicata da Skira la monografia dedicata alle sue opere Viaggio di Sola andata, curata da Maurizio Vanni direttore del Lu.C.C.A. Lucca Center of Contemporary Art.
Nel 2020 donò un crocifisso e la via crucis per la decorazione della nuova chiesa dedicata a San Giovanni Paolo II a Danzica.

## Elenco parziale delle esposizioni
- 1976: Palazzo Litta, Milano.
- 1981: Città di Locarno, Canton Ticino (Svizzera).
- 1983: Galleria Civica Monza.
- 1984: Abbazia di Echternach, Lussemburgo.
- 1986: Museo di Arte Contemporanea, Albisola Marina (SV).
- 1989: Villa Gussi, Vimercate (MB).
- 1994: Abbazia di Serraing, Liegi (Belgio).
- 1997: Palazzo Appiani, Piombino (LI) - Art Antibes, Cap D'Antibes (Francia).
- 2000: Museo della Porziuncola, Assisi (PG) - Ex Chiesa di San Francesco (CO).
- 2002: Palazzo Tornabuoni, Massa Carrara.
- 2008: Museo Stauròs d'arte sacra San Gabriele, Isola del Gran Sasso (TE).
- 2018: Un Viaje Espiritual, La Abadía – Centro de Arte y Estudios Latinoamericanos, Buenos Aires.
- 2019: Viaggio di Sola Andata Galleria Coveri Firenze, Lu.C.C.A. Lucca Center of Contemporary Art Lucca.
- 2019: Giampiero, Auditorium Giampiero Cavenago, Sulbiate (MB).

## Elenco parziale delle opere esposte

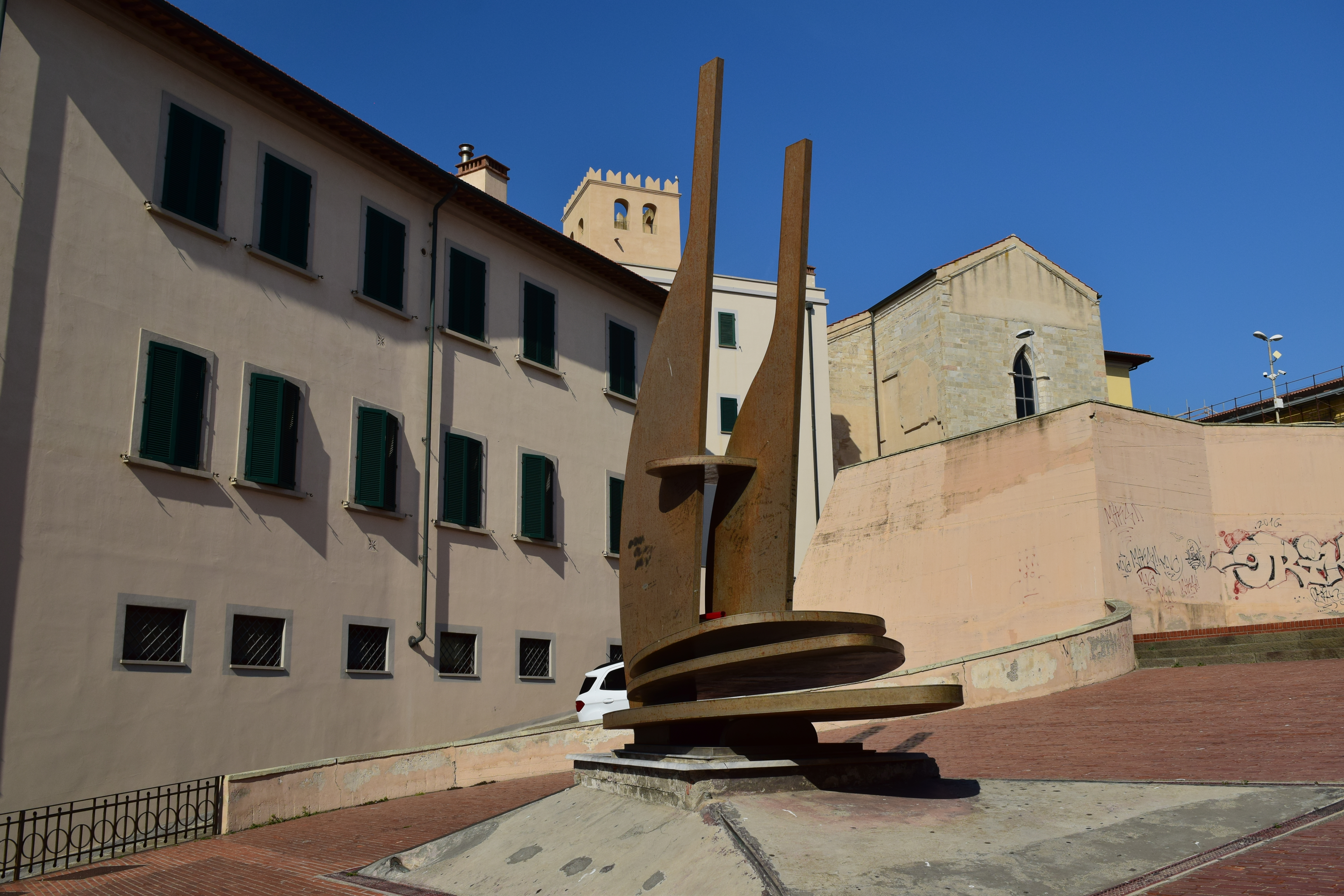
Monumento di Piazza dei Grani, Piombino

- 2001: Monumento di Piazza dei Grani, Piombino (LI).
- 2004: L'Albero Glorioso, scultura in olivo, Basilica di Santa Maria degli Angeli, Assisi (PG).
- 2005: Arredo Liturgico, Cripta Basilica di Santa Maria degli Angeli, Assisi (PG).
- 2005: ChrIstus, scultura in olivo, Chiesa Frati Minori Busto Arsizio (VA)
- 2006: Arredo Liturgico Chiesa di Christusa Kvola, Kolczyglowy,(Polonia).
- 2011: Arredo Liturgico, Chiesa della Misericordia Manciano (AR).
- 2011: Reliquiario Beato Papa Giovanni Paolo II. Chiesa di Christusa Kvola, Kolczyglowy (Polonia).
- 2011: Tabernacolo, Chiesa di Santa Maria Nascente (MB).
- 2013: Arredo Liturgico, Chiesa di Sant'Ambrogio, Sulbiate (MB).
- 2013: Forme Colori, Auditorium Sulbiate (MB). Crocifisso Auditorium della Basilica di Santa Maria degli Angeli, Assisi (PG).
- 2013: Monumento ai caduti della Grande Guerra, Bernareggio (MB).
- 2019: Monumento Inno alla Donna, spazio civico di Piazza della Chiesa Aicurzio (MB).